# Wallula
Wallula ist ein Census-designated place im Walla Walla County im US-Bundesstaat Washington. Bei der Volkszählung 2000 betrug die Einwohnerzahl 197 Personen.

## Geographie
Wallulas geographische Koordinaten sind 46° 5′ N, 118° 54′ W (46,084446, −118,906256).
Nach den Angaben des United States Census Bureau hat der CDP eine Fläche von 0,3 km², die vollständig auf Land entfällt.

## Geschichte
Die Lewis-und-Clark-Expedition erreichte dieses Gebiet am 27. April 1806 auf ihrer Rückreise vom Pazifik. Die Expedition verbrachte drei Tage im Dorf des Häuptlings Yallept und seines Stammes der Walla Walla (Volk) (Verwandte der Nez Percé), in Begleitung von etwa hundert Yakama. Meriwether Lewis schätzte die Gesamtzahl der amerikanischen Ureinwohner auf etwa 550. Dort erfuhr die Expedition von einem Überlandweg zu den Heimatgebieten der Nez Percé, der ihre Route um etwa 130 Kilometer verkürzte. 
Im Jahr 1811, während David Thompsons Reise auf dem Columbia River, lagerte er am 9. Juli am Zufluss des Snake River. Dort errichtete er einen Pfahl mit Tafel, die das Land für Großbritannien beanspruchte und die Absicht der North West Company darlegte, an diesem Ort einen Handelsposten zu errichten.
Die europäische Besiedlung des Gebiets begann 1818, als die North West Company das Fort Nez Percé an der Mündung des Walla Walla River errichtete. Der Standort wurde gewählt, um mit der Hudson’s Bay Company um den Pelzhandel im Pazifischen Nordwesten zu konkurrieren. Der Standort wurde bis 1855 beibehalten.
1871 begann der Bau der ersten Eisenbahnlinie, welche Walla Walla mit dem Columbia River bei Wallula verbinden sollte. Am 23. Oktober 1875 wurde die 48 km lange Walla Walla and Columbia River Railroad fertiggestellt. Die Strecke ging später in der Northern Pacific Railroad auf. Um Geld zu sparen, waren die ursprünglichen Schienen aus Holz und auf der Oberseite mit Bandeisen versehen.
1883 stellte die Northern Pacific ihre Strecke von Saint Paul (Minnesota), bis zum heutigen Wallula fertig. Sie baute eine Eisenbahnbrücke über den Fluss, um die Gleise der Oregon Railway and Navigation Company auf der Südseite des Columbia River anzuschließen.

## Demographie
Zum Zeitpunkt des United States Census 2000 bewohnten Wallula 197 Personen. Die Bevölkerungsdichte betrug 760,6 Personen pro km². Es gab 64 Wohneinheiten, durchschnittlich 247,1 pro km². Die Bevölkerung Wallulas bestand zu 87,31 % aus Weißen, 1,02 % Native American, 11,68 % gaben an, anderen Rassen anzugehören und 16,75 % der Bevölkerung erklärten, Hispanos oder Latinos jeglicher Rasse zu sein.
Die Bewohner Wallulas verteilten sich auf 60 Haushalte, von denen in 45,0 % Kinder unter 18 Jahren lebten. 61,7 % der Haushalte stellten Verheiratete, 11,7 % hatten einen weiblichen Haushaltsvorstand ohne Ehemann und 20,0 % bildeten keine Familien. 8,3 % der Haushalte bestanden aus Einzelpersonen und in 1,7 % aller Haushalte lebte jemand im Alter von 65 Jahren oder mehr alleine. Die durchschnittliche Haushaltsgröße betrug 3,28 und die durchschnittliche Familiengröße 3,38 Personen.
Die Einwohnerschaft verteilte sich auf 39,6 % Minderjährige, 2,5 % 18–24-Jährige, 26,9 % 25–44-Jährige, 20,8 % 45–64-Jährige und 10,2 % im Alter von 65 Jahren oder mehr. Das Durchschnittsalter betrug 32 Jahre. Auf jeweils 100 Frauen entfielen 91,3 Männer. Bei den über 18-Jährigen entfielen auf 100 Frauen 83,1 Männer.
Das mittlere Haushaltseinkommen in Wallula betrug 26.071 US-Dollar und das mittlere Familieneinkommen erreichte die Höhe von 26.071 US-Dollar. Das Durchschnittseinkommen der Männer betrug 26.000 US-Dollar, gegenüber 18.611 US-Dollar bei den Frauen. Das Pro-Kopf-Einkommen in Wallula war 10.831 US-Dollar. 11,7 % der Bevölkerung und 7,4 % der Familien hatten ein Einkommen unterhalb der Armutsgrenze, davon waren 18,7 % der Minderjährigen und keine aus der Altersgruppe 65 Jahre und mehr betroffen.